# Едінбург (Індіана)
Едінбург (англ. Edinburgh) — місто (англ. town) в США, в округах Джонсон, Бартолом'ю і Шелбі штату Індіана. Населення — 4435 осіб (2020).

## Географія
Едінбург розташований за координатами 39°21′3″ пн. ш. 85°57′47″ зх. д. / 39.35083° пн. ш. 85.96306° зх. д. (39.350834, -85.962938).  За даними Бюро перепису населення США в 2010 році місто мало площу 8,05 км², уся площа — суходіл.

## Демографія
Згідно з переписом 2010 року, у місті мешкало 4480 осіб у 1760 домогосподарствах у складі 1180 родин. Густота населення становила 556 осіб/км².  Було 1940 помешкань (241/км²).
Расовий склад населення:
| - 95,2 % — білих - 0,3 % — чорних або афроамериканців - 0,2 % — корінних американців - 0,1 % — азіатів - 3,0 % — осіб інших рас |

До двох чи більше рас належало 1,1 %. Частка іспаномовних становила 5,5 % від усіх жителів.
За віковим діапазоном населення розподілялося таким чином: 24,5 % — особи молодші 18 років, 63,5 % — особи у віці 18—64 років, 12,0 % — особи у віці 65 років та старші. Медіана віку мешканця становила 38,3 року. На 100 осіб жіночої статі у місті припадало 99,6 чоловіків;  на 100 жінок у віці від 18 років та старших — 96,5 чоловіків також старших 18 років.
Середній дохід на одне домашнє господарство  становив 43 571 долар США (медіана — 38 571), а середній дохід на одну сім'ю — 52 786 доларів (медіана — 48 975). Медіана доходів становила 37 342 долари для чоловіків та 27 688 доларів для жінок. За межею бідності перебувало 21,4 % осіб, у тому числі 27,2 % дітей у віці до 18 років та 20,4 % осіб у віці 65 років та старших.
Цивільне працевлаштоване населення становило 1862 особи. Основні галузі зайнятості: виробництво — 35,7 %, роздрібна торгівля — 18,9 %, освіта, охорона здоров'я та соціальна допомога — 8,8 %, науковці, спеціалісти, менеджери — 6,4 %.